# Waelzholz
Die C.D. Wälzholz GmbH & Co. KG ist ein international tätiger Hersteller von kaltgewalzten und wärmebehandelten Stahlbändern und Profilen. Hauptverwaltung und Stammwerke befinden sich in Hagen in Nordrhein-Westfalen.

## Geschichte

### 1829–1865

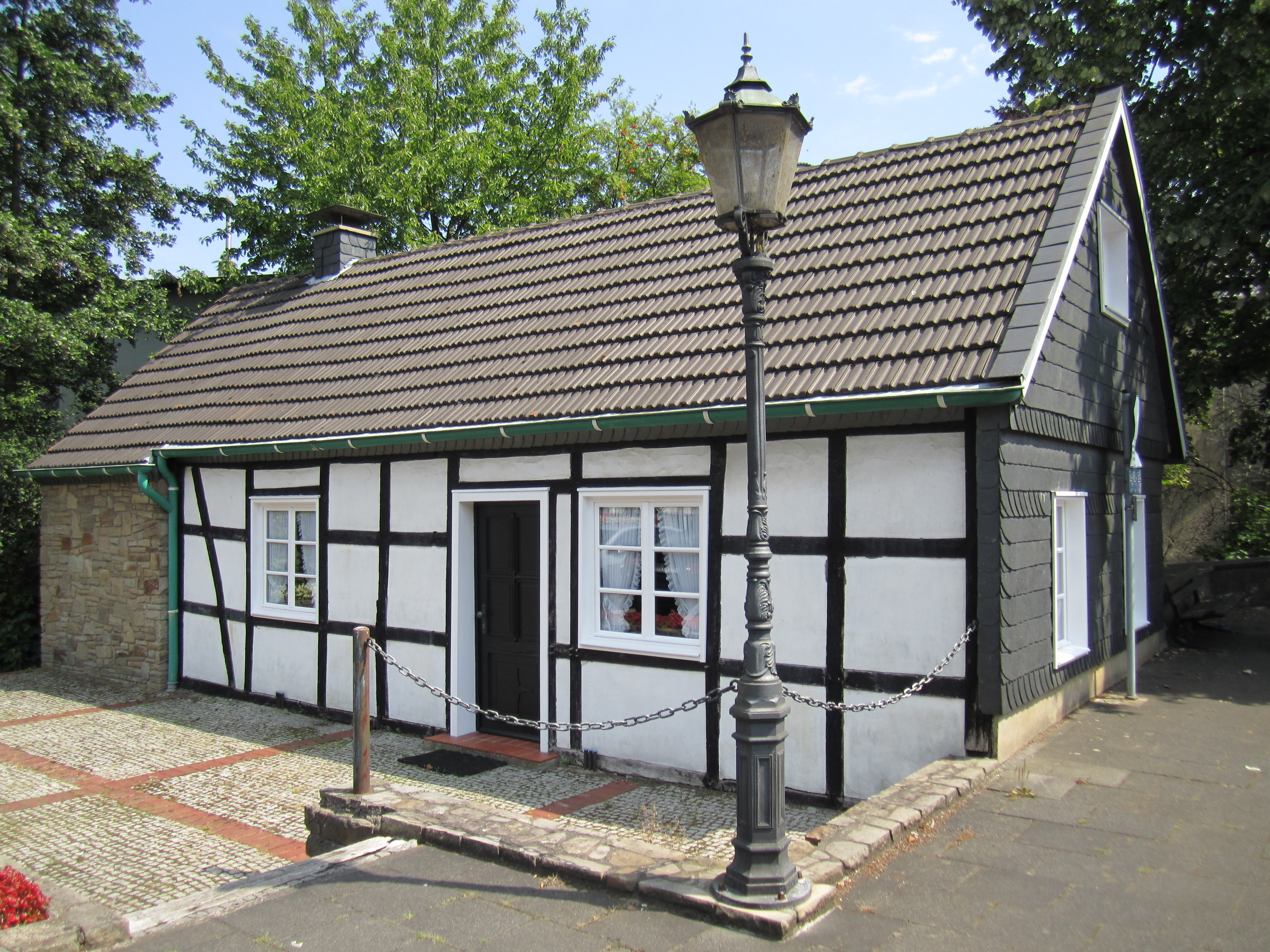
Gründerhaus der Firma Wälzholz von 1829 in Hohenlimburg-Nahmer.

Der Namensgeber des Unternehmens, Caspar Diederich Wälzholz (* 1787 in Altena; † 1860 in Elsey), gründete 1829 eine Drahtzieherei im Nahmertal in Hohenlimburg in Westfalen. Zu den ersten Produkten zählten so genannte Webriete, aus denen Webkämme für mechanische Webstühle hergestellt wurden. 1845 gründete Wälzholz die „Rietefabrik des Caspar D. Wälzholz“, in der jährlich 660 Zentner Fertigprodukte hergestellt wurden. 1857 übertrug Wälzholz die Geschäfte seinem Sohn Ludwig. Dieser ersetzte die ursprünglich genutzte Wasserkraft des Nahmerbachs durch eine 12-PS-Dampfmaschine, für die eine große Fabrikhalle errichtet wurde.

### 1866–1918

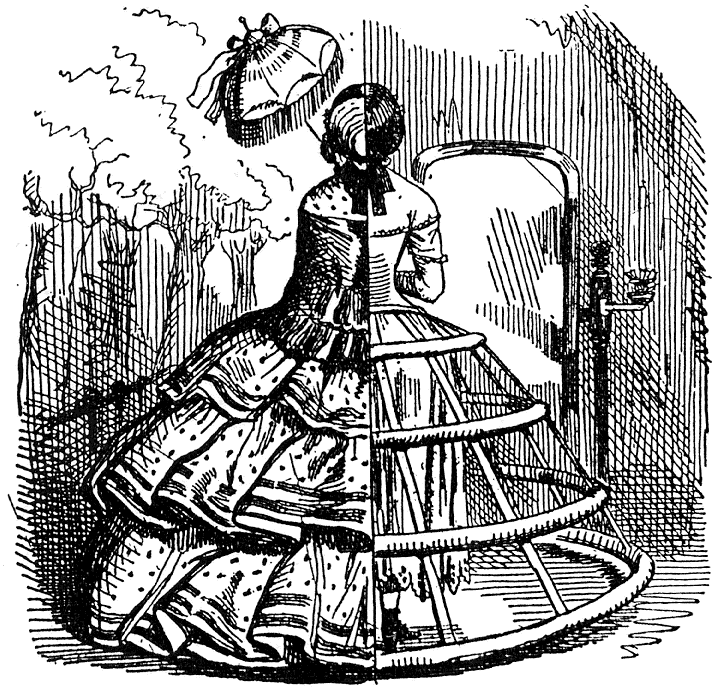
Eines der ersten Erfolgsprodukte für Waelzholz war in den 1860er Jahren Flachdraht für die Herstellung von Reifröcken („Crinolinen“).

1866 begann Waelzholz Krinolinenstäbe für Reifröcke herzustellen. Parallel taten sich weitere Anwendungsmöglichkeiten für kaltgewalzten Stahl auf: Schrauben etwa, aber auch Teile für Musikinstrumente, Nähmaschinen oder Fahrräder wurden aus dem Werkstoff gefertigt. 1874 starb Ludwig Wälzholz senior. Ludwig Wälzholz junior (1854–1939) leitete den Betrieb fortan, unterstützt von seinen Brüdern August (1864–1911) und Gisbert (1873–1959). Eine um 1895 einsetzende Hochkonjunktur begünstigte eine weitere bauliche und personelle Erweiterung der Firma. Ab dem 28. Mai 1900 war C.D. Wälzholz an die 1898 gegründete Hohenlimburger Kleinbahn angeschlossen. Erst mit zwei Anschlussgleisen, ab 1915 mit fünf Anschlussgleisen. Nach dem Ende der Stückgüterabfertigung durch die Kleinbahn im Jahr 1958, verblieb allein der Wagenladungsverkehr mit Rollwagen zum Übergabebahnhof, bis 1983 die Kleinbahn ihren Betrieb im Nahmertal einstellte.

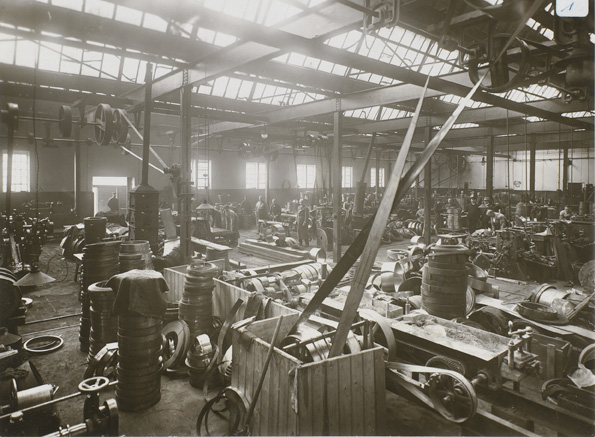
Kaltwalzwerk 1897

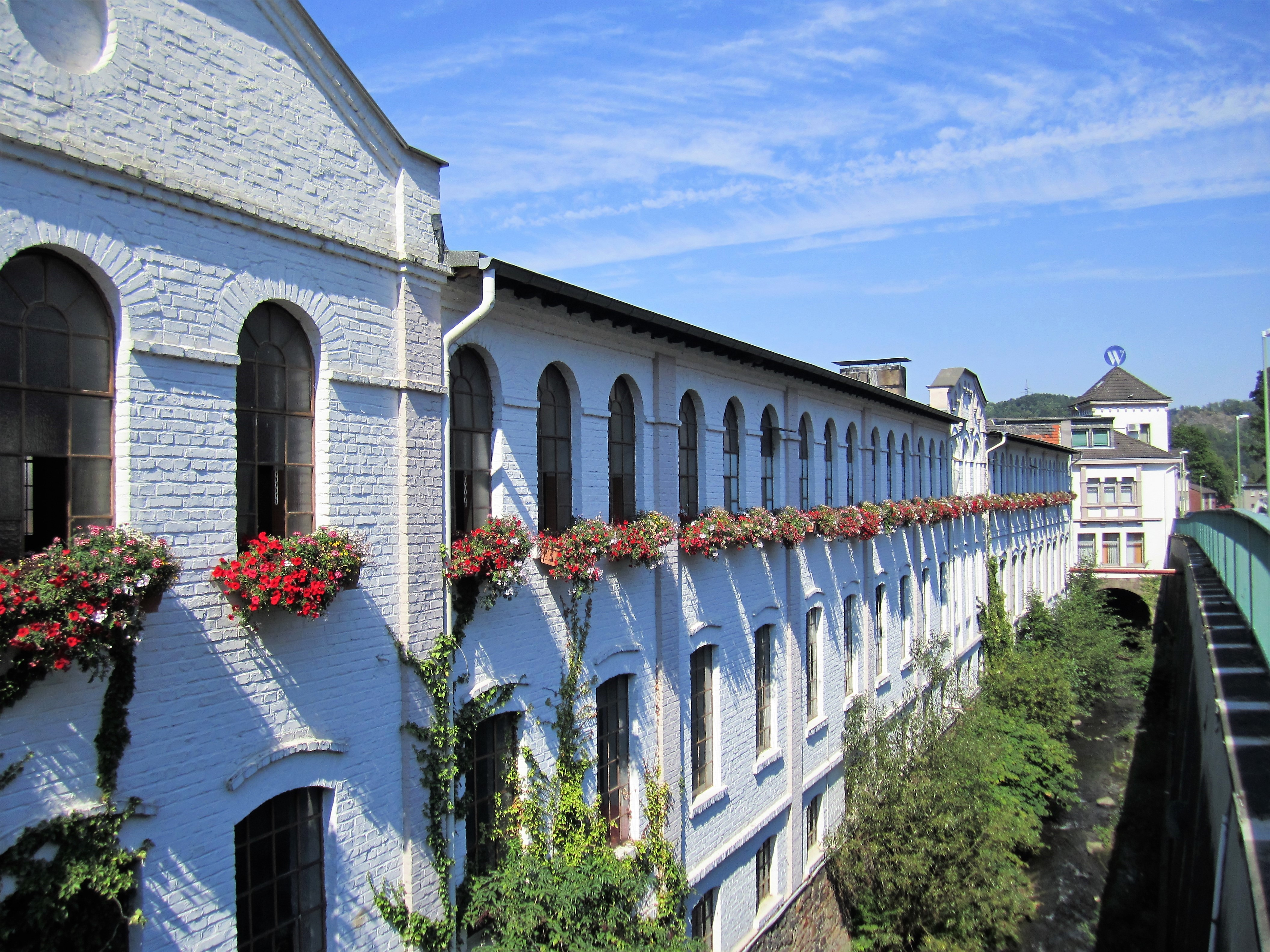
Denkmalgeschützte Werkhalle von 1899 in Hohenlimburg-Unternahmer

1908 gründete Waelzholz zusammen mit dem Fahrradteilehersteller Feuerhake & Cie die Union-Gesellschaft für Metallindustrie GmbH in Fröndenberg und baute in den Jahren 1906 bis 1910 ein weiteres Kaltwalzwerk. Kurz vor Ausbruch des Ersten Weltkrieges machte das Kaltwalzen 70 Prozent der Produktion aus, der Rest entfiel auf das Ziehen von Stangen und Draht. Vor Ausbruch des Krieges waren die Automobilindustrie sowie die neu aufkommende Elektroindustrie wichtige Kunden. Ein Viertel des Absatzes wurde exportiert: innerhalb Europas, aber auch nach Japan, Südafrika und in die USA.

### 1919–1945
1919 trat Günther Wälzholz (1889–1970), 1921 Ludwig Wälzholz’ Schwiegersohn Hans Junius (1888–1968) der Geschäftsleitung bei. Während der Inflationszeit profitierte Waelzholz vom Exportgeschäft, das dem Unternehmen Devisen einbrachte. Ab Mitte der 1920er Jahre folgte wieder ein Aufschwung, die Firma stellte erfolgreich Paragonstähle für Schirme her. 1937 wurde Hans Junius persönlich haftender Geschäftsführer. Während des Zweiten Weltkrieges arbeitete das Waelzholz-Werk für die Metallwaren- und Rüstungsindustrie und war am „Jägerprogramm“ zur Fertigung neuartiger Jagdflugzeuge beteiligt. Wegen der Knappheit von Rohstoffen und kriegsbedingter Verschlechterung der Infrastruktur wurden 1941 Teile des Werks stillgelegt. Zwischen 1939 und 1945 war die Drahtfabrik C.D. Wälzholz eines der Unternehmen in Hohenlimburg die ausländische Arbeitskräfte und Zwangsarbeiter beschäftigte. Auch gab es in direkter Nähe zum Betrieb in der Wulfeldstraße ein Zentrales Kriegsgefangenenlager bzw. Arbeitskommando.

### 1945–1959
Von Schäden durch Luftangriffe waren die Waelzholz-Werke weitestgehend verschont geblieben, allerdings herrschte nach dem Krieg Fertigungsverbot. 1946 bekam Junius das „kleine Permit“ für die Wiederaufnahme der Produktion. Aus den Rohmaterialien wurden hauptsächlich Haushaltsgeräte gefertigt. Das „große Permit“ für die Wiederaufnahme von Walzwerk und Zieherei folgte 1947. Mit der Währungsreform setzte 1948 wieder ein Aufschwung ein, in den 50er Jahren folgte erneut eine Werkserweiterung. 1953 übernahmen Hans Martin Junius (1922–2001), Eckart Wälzholz-Junius (1930–2011) und Dieter Wälzholz die Geschäfte und trieben die Modernisierung des Unternehmens voran. Zwischen 1952 und 1955 wuchs Waelzholz zur größten Bandhärterei Europas. Die Stangenzieherei wurde 1956 eingestellt, Ende der 50er Jahre setzte mit der Fertigung kaltgewalzter Elektrobänder eine weitere Modernisierung ein. Man reagierte so auf die steigende Nachfrage seitens der Elektroindustrie und der Automobilindustrie.

### 1960–1990
Die folgenden Jahre waren von Expansionen geprägt: 1962 und 1969 wurden neue Werke in Hagen-Fley eröffnet, 1973 die Brasmetal Waelzholz S.A. in São Paulo, Brasilien. Um auch Unternehmen in Süddeutschland und der Schweiz mit kleinen Bandstahlmengen schnell beliefern zu können, wurde 1986 zudem im Service Center in Konstanz die Produktion aufgenommen. Die Erweiterung des Unternehmens begünstigte auch soziales Engagement: 1982 gründete Inge Wälzholz-Junius (1934–2017) die Pro Integration Ausbildungsstätten GmbH zur Ausbildung von geistig behinderten und lernbehinderten Jugendlichen.

### 1990–2005
1990 übernahmen Hans-Toni Junius (* 1956) und Herbert Otten die Geschäftsführung. Waelzholz spezialisierte sich in den Bereichen Kohlenstoffstahl und Elektroband. Im Jahr 2000 kaufte man das ehemalige Hoesch-Werk in Hagen-Kabel. Nach der Übernahme des Plettenberger Unternehmens Kaltwalzwerk Brockhaus GmbH verschmolzen die C.D. Wälzholz-Produktions-GmbH in Hagen und die Kaltwalzwerk Brockhaus GmbH, die mit sorbitisch und bainitisch vergütetem Bandstahl die Produktpalette von Waelzholz ergänzte, zur C.D. Wälzholz GmbH mit 1.000 Mitarbeitern. Um Bandstahl auch in kleineren Mengen schneiden und liefern zu können, gründete Waelzholz 2001 Servicecenter in Iserlohn für den deutschen, in Cleveland/Ohio für den nordamerikanischen Markt. 2003 folgte ein weiteres Service-Center in Thiers in Frankreich. Das Sonderprodukt der Stahlprofile für Skikanten wird seit 1993 in Götzis/Österreich gefertigt.

### Seit 2005
2005 übernahm Hans-Toni Junius als Vorsitzender der Geschäftsführung die Leitung des Unternehmens. 2007 fasste Waelzholz mit zwei Niederlassungen in der Volksrepublik China auf dem ostasiatischen Markt Fuß: In Taicang befinden sich das Service-Center Waelzholz New Material (Taicang) Co., Ltd. und die Taicang-Waelzholz – Kern-Liebers New Material Co., Ltd. Die dritte Niederlassung, C.D. Waelzholz Asia in Hongkong, verantwortete von Anfang 2008 bis Ende 2012 den Vertrieb in Asien. Im Jahr 2011 übernahm Waelzholz die Mehrheitsanteile der Brasmetal Waelzholz S.A. in São Paulo. Durch den Ausbau des Standortes Taicang im Jahr 2014 wurde aus dem ehemaligen Service-Center das erste deutsche Kaltwalzunternehmen Waelzholz New Material (Taicang) Co., Ltd. mit lokaler Vollfertigung in China. Im Jahr 2016 erwarb Waelzholz die Anlagen und das Geschäft für kaltgewalzten Bandstahl von der Wickeder Westfalenstahl GmbH am Standort in Wickede (Ruhr). Der Waelzholz Gruppe ermöglicht diese Übernahme, das Kerngeschäft mit kaltgewalzten Bandstählen auszubauen, insbesondere um weitere Elektroband-Spezialprodukte, die im Bereich der Elektromobilität zum Einsatz kommen.
Am 14. Juni 2017 wurde bekannt gegeben, dass Waelzholz die Gesellschaftsanteile der ebenfalls in Hagen ansässigen Friedr. Gustav Theis Kaltwalzwerke (Theis-Gruppe) komplett erworben hat. Nach Genehmigung der Kartellbehörden wurde die Übernahme am 6. Juli 2017 vollzogen. Mit der Übernahme baute Waelzholz das Kerngeschäft mit kaltgewalzten Bandstählen und Profilen weiter aus und ergänzte das eigene Portfolio um das Spezialprodukt rostfreier Präzisionsstahl.

## Produktionsstandorte

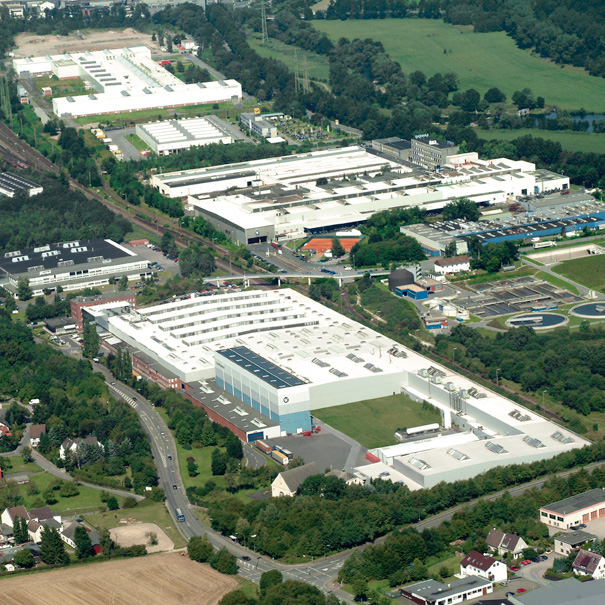
Stammwerke in Hagen-Fley

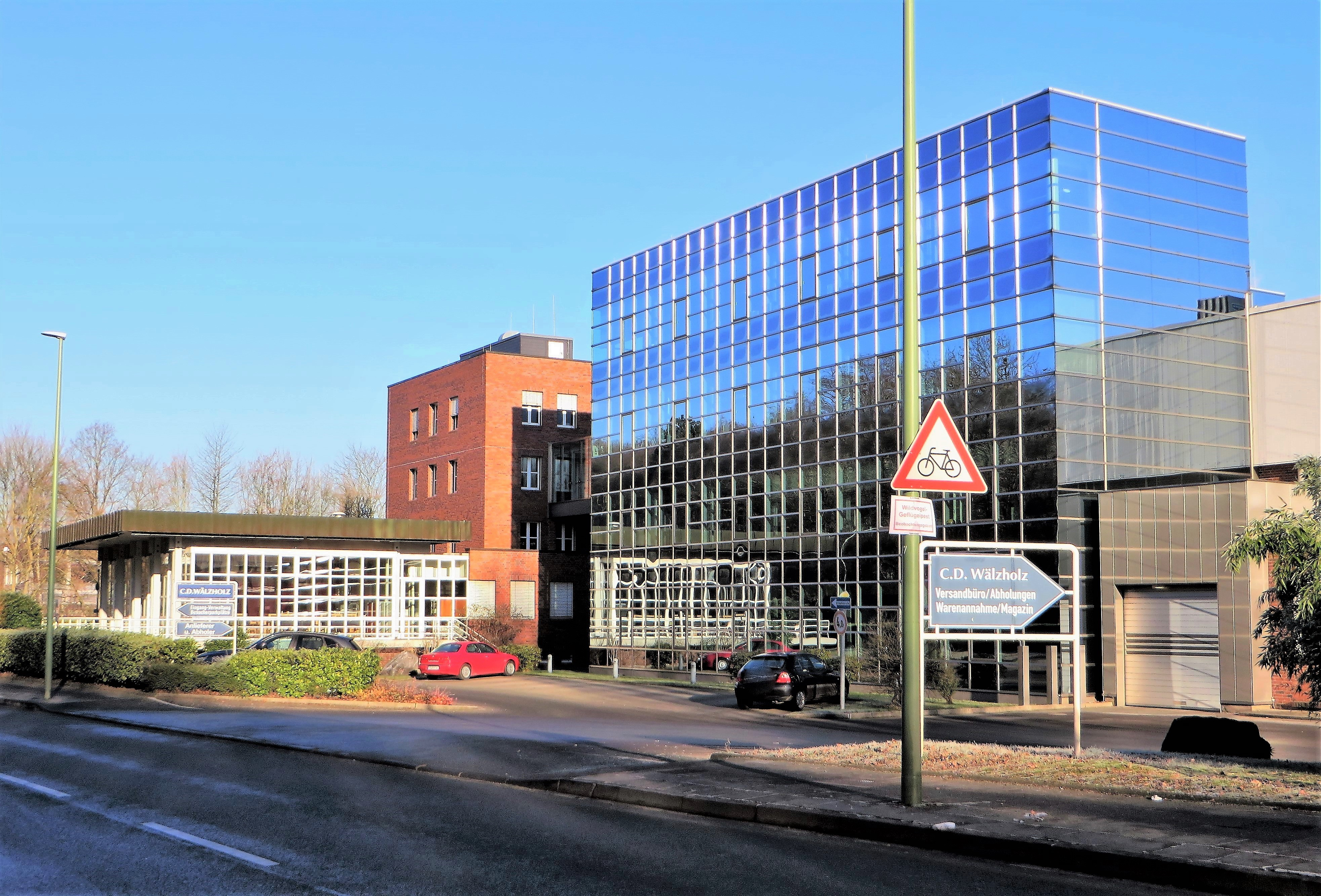
Waelzholz Verwaltung in HA-Fley, Feldmühlenstraße 55

Waelzholz unterhält Produktionsstätten und Service-Center in Deutschland, Österreich, Frankreich, den USA, Brasilien und Asien. Das Stammwerk von Waelzholz und weitere Produktionsstandorte konzentrieren sich in Hagen. Die Hauptverwaltung mit den Bereichen zentrale Werkstofftechnik, Prozessentwicklung und Qualitätsmanagement befindet sich in Hagen-Fley. In den Hagener Produktionsstätten Hagen-Nord, Fley, Kabel, Halden und Hohenlimburg werden kaltgewalzte, unvergütete und martensitisch vergütete Bandstähle, Flachdrahtprodukte, Profile sowie die Spezialprodukte rostfreier Präzisionsbandstahl und Elektroband gefertigt. In Plettenberg werden neben sorbitisch vergütetem Bandstahl (Sorbitex) und PT-Band für Flach- und Formfedern Spezialprodukte unterschiedlicher Härtestufen und Banddicken gefertigt. Der Standort Oberkochen ist neben unvergüteten Bandstählen spezialisiert auf Bonderband und in Iserlohn befindet sich zudem ein auf kleinere Losgrößen ausgerichtetes Servicecenter. Am Standort Wickede (Ruhr) werden neben hochwertigen Bandstählen spezielle Elektroband-Werkstoffe gewalzt, die z. B. für Motoren im Bereich der Elektromobilität verwendet werden. Die Kernkompetenz der C.D. Waelzholz International GmbH in Götzis, Österreich, ist die Herstellung und der Vertrieb von Stanz- und Biegeteilen aus vergüteten und unvergüteten Bändern und Profilen, insbesondere für die Ski- und Snowboardindustrie.

## Situation heute
Waelzholz-Werkstoffe kommen heute zunehmend in Technologien zur Energiegewinnung und -einsparung zum Einsatz. So beliefert die Unternehmensgruppe die Automobilzulieferindustrie mit hochfesten Werkstoffen, die im Fahrzeugbau zur Gewichtsverringerung beitragen. Darüber hinaus findet Elektroband in alternativen Antriebssystemen wie Hybrid- und Elektroantrieben oder Start-Stopp-Systemen zur Kraftstoffersparnis Verwendung. Dieser Werkstoff kommt auch beim Bau von Generatoren für Windkraftanlagen zum Einsatz.
Das Unternehmen ist mit einer Jahresproduktion von über 42.000 km Ski- und Snowboardkanten Weltmarktführer. Der Marktanteil in den USA beträgt über 90 %, in Europa rund 60 %.
Darüber hinaus werden Forschungspartnerschaften mit deutschen Universitäten unterhalten. Waelzholz ist Mitglied des Arbeitskreises Feinschneiden (AKF) am Werkzeugmaschinenlabor WZL der RWTH Aachen, ein Zusammenschluss von Experten auf dem Gebiet der Feinschneidtechnologie sowie Unternehmen aus den Bereichen Werkzeugtechnik, Schmierstofftechnik, Werkstofftechnik und Anlagentechnik.